# Норт ендруз гарденс (Флорида)
Норт ендруз гарденс (енгл. North Andrews Gardens) је градска четврт Оукланд Парка и бивше пописом одређено насељено место је у америчкој савезној држави Флорида.

## Демографија
По попису из 2000. године број становника је 9.656.
| Група             | 2000.         | 2010.    |
| Белци             | 6.148 (63,7%) | 0 (0,0%) |
| Афроамериканци    | 466 (4,8%)    | 0 (0,0%) |
| Азијати           | 139 (1,4%)    | 0 (0,0%) |
| Хиспаноамериканци | 2.682 (27,8%) | 0 (0,0%) |
| Укупно            | 9.656         | 0        |